# Оболенский, Алексей Дмитриевич
Князь Алексе́й Дми́триевич Оболе́нский (24 ноября [6 декабря] 1855, Санкт-Петербург — 21 сентября 1933, Дрезден) — русский государственный деятель, тайный советник (1901), шталмейстер (1901), обер-прокурор Святейшего синода (1905—1906). Владелец усадьбы Березичи.

## Биография
Происходил из старинного княжеского рода Оболенских. Второй сын сенатора, члена Государственного совета, действительного тайного советника князя Дмитрия Александровича Оболенского (1822—1881) от брака с княжной Дарьей Петровной Трубецкой (1823—1906). Крещен 11 декабря 1855 года в Симеоновской церкви при восприемстве князя И. Л. Шаховского и А. П. Бахметевой.
В 1877 году окончил Императорское училище правоведения, после чего отбывал воинскую повинность в лейб-гвардии Гусарском полку и в мае того же года был причислен с чином титулярного советника к Министерству юстиции и назначен для занятий в 1-й департамент Сената. Вскоре оставил службу в Петербурге и уехал в Калужскую губернию, где начал службу по выборам.
В 1881 году был избран почётным мировым судьёй Козельского округа Калужской губернии и председателем съезда мировых судей, в 1883 году — Козельским уездным предводителем дворянства (1883—1894). Также избирался гласным Калужского губернского земского собрания. В 1882 году пожалован в камер-юнкеры.
В 1894 году был назначен инспектором по сельскохозяйственной части Министерства земледелия и государственных имуществ; состоял членом первой сессии сельскохозяйственного совета. В июле 1895 — назначен управляющим Государственным дворянским земельным и крестьянским поземельным банками, в мае 1896 — произведен в действительные статские советники. Был пожалован придворным званием «в должности шталмейстера».
В мае 1897 года был назначен товарищем министра внутренних дел, принимал участие в пересмотре положения о крестьянах и руководил комиссией по вопросу о предельном земельном обложении, о передаче квартирного налога городам и др. В октябре 1901 года из-за разногласий с министром Д. С. Сипягиным оставил должность и был назначен сенатором с пожалованием в шталмейстеры Двора.
В 1902—1905 годах служил товарищем министра финансов, был главным начальником управления неокладных сборов и казенной продажи питей. В апреле 1905 был назначен членом Государственного совета, где примкнул к группе центра.
С весны 1905 вновь управлял Государственным дворянским земельным и крестьянским поземельным банками. С октября 1905 года по апрель 1906 года в правительстве графа С. Ю. Витте занимал пост обер-прокурора Святейшего синода. При нём разрабатывался вопрос о созыве Поместного собора Русской православной церкви и учреждено было предсоборное присутствие. Был одним из ближайших сотрудников Витте при разработке октябрьских актов 1905 года. С апреля 1906 года состоял присутствующим членом Государственного совета. Состоял почётным членом комитета Санкт-Петербургского попечительства о народной трезвости.
По воспоминаниям князя Г. Н. Трубецкого, в 1918 году князь Оболенский жил в Москве и принадлежал к числу открытых германофилов, готовых «всем пожертвовать, лишь бы немцы освободили от большевиков». Позднее эмигрировал в Германию. Скончался после тяжелой болезни в Дрездене в 1933 году.

## Воспоминания современников
По словам графа С. Ю. Витте:

Своё дело он вел недурно, и если бы он оставался обер-прокурором, то, может быть, он не допустил бы той черносотенной бесшабашной политической струи, которая ныне проникла в нашу православную церковь. Я говорю, может быть, так как князь представляет собою тип великосветского титулованного либерала, но никогда не забывающего «свою линию удобств и выгод».
Участвуя в заседаниях совета в качестве равноправного члена, он постоянно метался из стороны в сторону. Он томился противоположностью своего привитого дворянского либерализма 80-х годов с проявлением многих из этих либеральных начал на почве демократической действительности. Он вмешивался в вопросы всех ведомств, хлопотал об устроении положений своих родственников и знакомых и прыгал в своих мнениях от одной крайности к другой.
— Витте С. Ю. Царствование Николая II, глава 37 // Воспоминания. — М.: Соцэкгиз, 1960. — Т. 3. — С. 103. — 75 000 экз.
Граф Иван Иванович Толстой характеризовал князя Оболенского как «человека замечательно доброго и с широкими на многое взглядами».

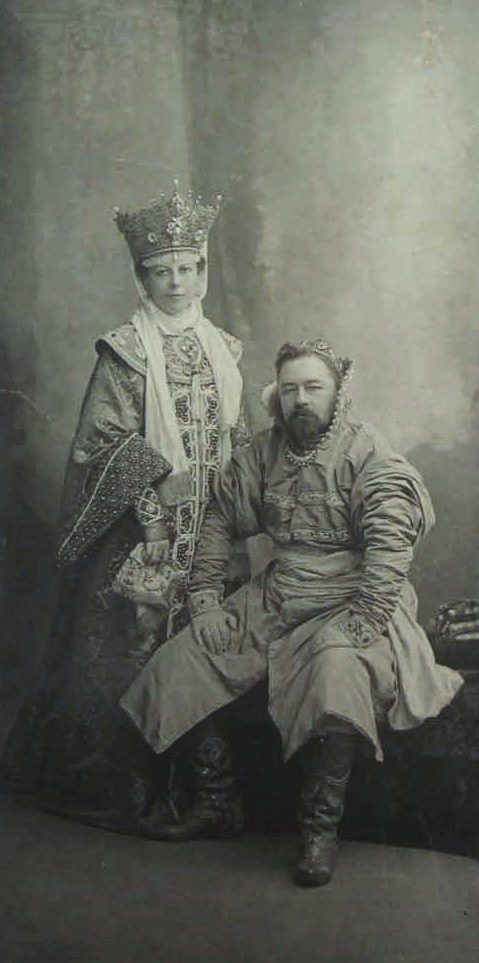
Супруги Оболенские в домашнем одеянии бояр XVI века на костюмированном балу.
1903 год.

## Награды
- Орден Святого Станислава 2-й степени (26.02.1888)
- Орден Святого Владимира 4-й степени (30.08.1891)
- Орден Святой Анны 2-й степени (03.02.1894)
- Орден Святого Станислава 1-й степени (18.04.1899)
- Орден Святой Анны 1-й степени (17.04.1905)
- Орден Святого Владимира 2-й степени (01.01.1912)
- Орден Белого орла (06.05.1915)
- Медаль «В память коронации императора Александра III» (1883)
- Медаль «В память царствования императора Александра III» (1896)
- Медаль «В память коронации императора Николая II» (1896)
- Медаль «В память 300-летия царствования дома Романовых» (1913)

Иностранные:
- французский орден Почётного легиона, командорский крест (1897)
- австрийский орден Железной короны 1-го класса (за труды на Венской выставке, 1904)

## Семья
Жена (с 16 июля 1893 года) — светлейшая княжна Елизавета Николаевна Салтыкова (21.04.1868—1957), родилась в Париже, фрейлина двора (1888), дочь действительного тайного советника, обер-шенка светлейшего князя Н. И. Салтыкова и сестра последнего князя Салтыкова. Принесла мужу большое приданое и, по словам современника, «её состояния хватило на обоих». В декабре 1917 года вместе с мужем и детьми покинула усадьбу Березичи и выехала в Финляндию, а затем в Германию. Их потомство проживает в настоящее время за рубежом:
- Дмитрий (13.09.1894[4]—1945), крещен 20 октября в церкви при Главном управлении почты при восприемстве деда князя Н. И. Оболенского и бабушки княгини Д. П. Оболенской.
- Николай (1896—1978)
- Анна (1898—1973), замужем за Н. Н. Герсдорфом, а затем за А. Р. Реннингом.
- Дарья (1903—1982), замужем за герцогом К. Г. Лейхтенбергским (праправнуком императора Николая I).